# 에스와티니 릴랑게니
릴랑게니 (lilangeni, 복수형: 에말랑게니 (emalangeni), ISO 4217 코드: SZL)는 에스와티니의 통화이다. 1 릴랑게니는 100 센트로 나뉜다. 랜드화도 또한 에스와티니에서 받아들여 지고 릴랑게니화는 에스와티니 중앙은행이 발행한다 (스와티어로는 Umntsholi Wemaswati 이다). 흔한 경우가 아닐 수 있지만 단수의 축약형 L과 복수의 축약형으로 E를 사용할 수 있다. 단수 1의 경우 L1으로 표기하지만 2 이상의 경우 이를테면 E2, E3, E4로 표기한다.

## 역사
릴랑게니화는 1 대 1 비율로 공통 금융 지역 (CMA, Common Monetary Area)을 통해 1974년에 도입되었다.

## 동전
1974년, 동전은 1, 2, 5, 10, 20, 50 센트와 1 릴랑게니 동전이 도입되었는데, 1 센트 와 2 센트 동전은 청동으로 만들어졌고, 나머지 동전들은 백동으로 만들어졌다. 1 릴랑게니 동전은 제외하고, 동전은 원형이 아니었는데 1, 50 센트 동전은 12각형 모양, 2 센트 동전은 모서리가 둥근 사각형 모양, 그리고 5, 10, 20 센트 동전은 가리비 모양이었다.
2 센트 동전은 1982년에 마지막으로 주조되었고 1986년, 둥글고 구리 도금 강철로 만들어진 1 센트와 니켈 황동으로 만들어진 1 릴랑게니 동전이 도입되었다. 이어 1992년, 니켈 합금 강철로 만들어진 5, 10 센트 동전과 니켈 황동 합금 강철로 만들어진 1 릴랑게니 동전이 도입되었다. 1995년, 2, 5 에말랑게니 동전이 도입되었다.

## 지폐
1974년, 스와질란드 금융 관리국(Monetary Authority of Swaziland)이 1 릴랑게니, 2, 5, 10 에말랑게니 지폐를 도입했고 이어 20 에말랑게니 지폐는 1978년에 도입되었다. 1981년, 스와질란드 중앙은행( Central Bank of Swaziland, 현재의 에스와티니 중앙은행)이 지폐 발행권을 인수받고, 소부자 2세 국왕의 즉위 60주년을 기념하기 위한 지폐를 발행했다.
1892년에서 1985년 사이, 지폐는 기념 지폐가 아닌 것으로 2, 5, 10, 20 에멜랑게니의 종류로 도입하였다. 50 에멜랑게니 지폐는 1990년 도입되었다. 2, 5 에말랑게니 지폐는 1995년에 동전으로 대체되었고 100, 200 에말랑게니 지폐는 1996년과 1998년 각각 도입되었는데, 200 에말랑게니 지폐는 독립 30주년을 기념하기 위해 도입되었다.